# Titoísmo

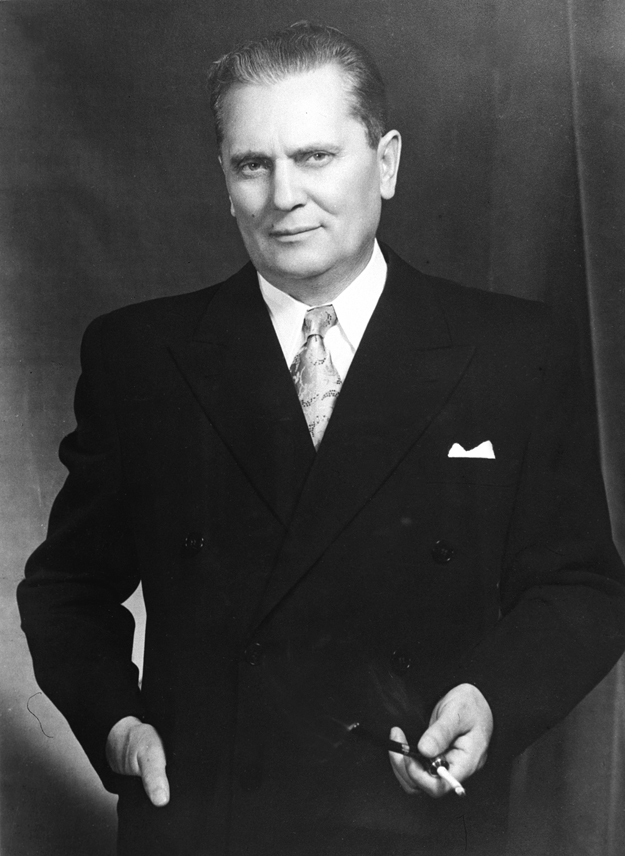
Tito em 1954

O Titoísmo é uma filosofia política socialista mais intimamente associada a Josip Broz Tito durante a Guerra Fria.   É caracterizada por uma ampla identidade iugoslava, autogestão dos trabalhadores socialistas, uma separação política da União Soviética e liderança no Movimento Não Alinhado.  
Tito liderou os Partisans iugoslavos comunistas durante a Segunda Guerra Mundial na Iugoslávia.   Após a guerra, surgiram tensões entre a Iugoslávia e a União Soviética. Embora essas questões tenham diminuído com o tempo, a Iugoslávia ainda permaneceu amplamente independente em ideologia e política  devido à liderança de Tito,  que liderou a Iugoslávia até sua morte em 1980. 
Hoje, o termo "Titoísmo" é às vezes usado para se referir à nostalgia da Iugoslávia em todo o espectro político, um desejo de restabelecimento ou renascimento do Iugoslavismo ou da Iugoslávia pelos cidadãos dos estados sucessores da Iugoslávia.

## Contexto
Inicialmente um favorito pessoal da URSS, Tito liderou a guerra de libertação nacional até a ocupação nazista durante a Segunda Guerra Mundial, onde os guerrilheiros iugoslavos libertaram a Iugoslávia com ajuda apenas limitada do Exército Vermelho.    Tito reuniu-se várias vezes com a liderança soviética imediatamente após a guerra para negociar o futuro da Iugoslávia. Inicialmente alinhadas com a política soviética, ao longo do tempo, estas negociações tornaram-se menos cordiais porque Tito não tinha a intenção de entregar o poder executivo nem de aceitar intervenção ou influência estrangeira (uma posição que Tito continuou mais tarde dentro do Movimento Não Alinhado). 
O regime jugoslavo jurou pela primeira vez lealdade, de 1945 a 1948, ao stalinismo. Mas de acordo com o historiador trotskista (portanto antistalinista) Jean-Jacques Marie,  Stalin planejou liquidar Tito já no final da década de 1930, e novamente após a Guerra Civil Espanhola, durante a qual Tito participou do recrutamento e à organização do Batalhão Dimitrov, uma unidade balcânica das Brigadas Internacionais, alguns dos quais ex-combatentes seriam assassinados pelos soviéticos.
O acordo de Tito com o líder búlgaro Georgi Dimitrov sobre os projetos da Grande Iugoslávia, que significavam fundir os dois países balcânicos numa Federação Balcânica, deixou Stalin ansioso. Isto levou ao acordo de cooperação de 1947 assinado em Bled (Dimitrov também pressionou a Romênia a aderir a tal federação, expressando as suas crenças durante uma visita a Bucareste no início de 1948).  O acordo de Bled, também conhecido como "Tratado Tito-Dimitrov", foi assinado em 1º de agosto de 1947 em Bled, Eslovênia. Previa também a unificação entre Macedônia do Vardar e Macedônia de Pirin e o retorno das Terras Distantes Ocidentais à Bulgária. As políticas integracionistas resultantes do acordo foram encerradas após a ruptura Tito-Stalin em junho de 1948, quando a Bulgária estava sendo subordinada aos interesses da União Soviética e tomou uma posição contra a Iugoslávia. 
A política dos blocos regionais tinha sido a norma nas políticas do Comintern, demonstrando o ressentimento soviético em relação aos Estados-nação na Europa Oriental e às consequências da Conferência de Paz de Paris. Com a dissolução do Comintern em 1943 e o subsequente advento do Cominform, veio a rejeição da ideologia anterior por Stalin e a adaptação às condições criadas para a hegemonia soviética durante a Guerra Fria.

## Ruptura Tito–Stalin
Além disso, Stalin não teve rédeas livres na Iugoslávia como teve noutros países da Quarta Conferência de Moscovo sobre a divisão da Europa; a URSS não obteve preponderância ali, pois foi acordado no Acordo de Percentuais que ele manteria apenas 50% de influência sobre a Iugoslávia. Tito beneficiou, portanto, de uma margem de manobra muito maior do que a dos outros líderes do Sudeste Europeu. 
Quando o resto da Europa Oriental se tornou estados satélites da União Soviética, a Iugoslávia recusou-se a aceitar a Resolução do Cominform de 1948    que condenou os líderes da Liga dos Comunistas da Iugoslávia  por supostamente abandonarem Marxismo-Leninismo,  e quaisquer comunistas que simpatizassem com a Iugoslávia.  O período de 1948 a 1955, conhecido como Informbiro, foi marcado por severa repressão aos opositores e muitos outros acusados de atitudes pró-Stalin sendo enviados para o campo penal de Goli Otok, na Iugoslávia.   Da mesma forma, os verdadeiros e acusados Titoístas ou “Titóides” foram recebidos com tratamento semelhante nos países do Bloco Oriental, o que além disso serviu para divulgar os perigos de desafiar a subserviência a Moscou, bem como para expurgar indivíduos “indesejados” dos seus partidos comunistas. 

## Ideologia

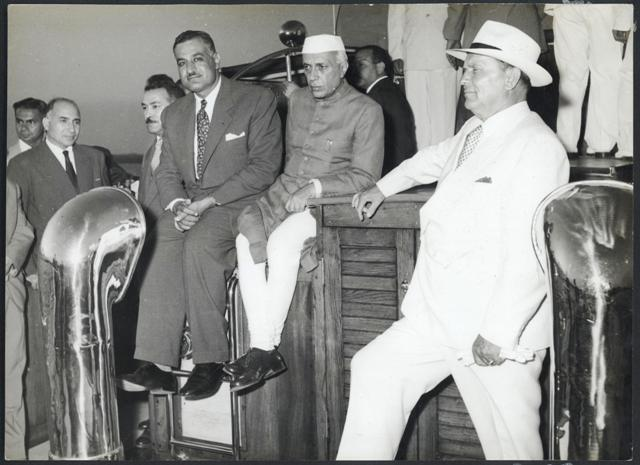
Tito, Nehru e Nasser em 1961, três dos cinco fundadores do Movimento Não Alinhado.

Os elementos do titoísmo são caracterizados por políticas e práticas baseadas no princípio de que em cada país os meios para atingir os objetivos comunistas finais devem ser ditados pelas condições desse país específico, e não por um padrão estabelecido noutro país.  Durante a era de Josip Broz Tito, isto significava especificamente que o objetivo comunista deveria ser prosseguido independentemente e muitas vezes em oposição às políticas da União Soviética.  
Em contraste com a política de Josef Stalin de "socialismo num só país", Tito defendeu a cooperação entre as nações em desenvolvimento do mundo através do Movimento Não Alinhado ao mesmo tempo que perseguia o socialismo da forma que melhor se adequasse a determinadas nações. Durante a era de Tito, as suas ideias significavam especificamente que o objetivo comunista deveria ser prosseguido independentemente (e muitas vezes em oposição) daquilo a que ele se referia como as políticas stalinistas e imperialistas da União Soviética.  Através desta divisão e das políticas subsequentes, alguns comentadores agruparam o titoísmo com o eurocomunismo ou o socialismo reformista.  Pretendia também demonstrar a viabilidade de uma terceira via entre os Estados Unidos capitalistas e a União Soviética socialista. 
Na verdade, no nível económico, Tito simplesmente tomou nota da incapacidade da economia burocrática centralizada de tipo estalinista para satisfazer as necessidades humanas e expandiu o número e o poder das cooperativas e dos conselhos de trabalhadores, vários anos antes da Reforma Lieberman e de Mikhail Gorbachev no URSS, antes de Imre Nagy na Hungria, Alexander Dubcek na Tchecoslováquia e Deng Xiaoping na China. 
Ao longo do seu mandato, Tito orgulhou-se da independência da Iugoslávia da União Soviética, com a Iugoslávia nunca aceitando a adesão plena ao Comecon e a rejeição aberta de Tito de muitos aspectos do stalinismo como as manifestações mais óbvias disso. Os soviéticos e seus estados satélites frequentemente acusaram a Iugoslávia de trotskismo e social-democracia, acusações vagamente baseadas na autogestão socialista de Tito,   tentativas de maior democratização no local de trabalho e na teoria do trabalho associado (políticas de participação nos lucros e indústrias de propriedade dos trabalhadores iniciadas por ele, Milovan Đilas e Edvard Kardelj em 1950).  Foi nestas coisas que a liderança soviética acusou de abrigar as sementes do comunismo de conselhos ou mesmo do corporativismo. Apesar dos numerosos desentendimentos de Tito com a URSS, a Iugoslávia restaurou relações com a URSS em 1956 com a declaração de Belgrado e tornou-se membro associado do Comecon em 1964. Assim, a Iugoslávia reforçou mais uma vez os seus laços econômicos e políticos com a URSS. 
Além disso, a Iugoslávia aderiu ao Pacto dos Balcãs, patrocinado pelos EUA, em Julho de 1953, uma aliança militar com dois estados membros da OTAN – Grécia e Turquia. O pacto foi assinado poucos dias antes da morte de Stalin, e o novo governo soviético não conseguiu desenvolver qualquer resposta. No entanto, encontrou continuamente oposição do líder albanês Enver Hoxha, que acusou Tito e a Jugoslávia de serem agentes do imperialismo americano.  Tito assinou este pacto para reforçar a defesa da Iugoslávia contra uma potencial invasão militar soviética. Também tornou a opção de adesão da Iugoslávia à OTAN mais plausível na época. Ao abrigo deste pacto, qualquer potencial invasão soviética da Jugoslávia também poderia levar à intervenção da OTAN para ajudar a defender a Jugoslávia devido à adesão da Grécia e da Turquia à OTAN. No entanto, as divergências de política externa entre os três países do pacto acabaram por paralisar a própria aliança, encerrando assim a possibilidade de adesão da Iugoslávia à OTAN. 
Alguns trotskistas consideravam Tito um “trotskista inconsciente” por causa da ruptura com Stalin.   No entanto, outros trotskistas afirmaram que não havia diferenças fundamentais de princípios entre Stalin  e Tito, apesar de evidências significativas sugerirem o contrário. Mais notavelmente, o escritor trotskista Ted Grant publicou vários artigos criticando ambos os líderes no jornal trotskista britânico, do qual era editor. 
O regime “Titoísta” adoptou uma política de “autogestão” econômica, generalizada a partir de 1950, pretendendo colocar os meios de produção sob propriedade social dos produtores diretos, excluindo assim a formação de uma burocracia como acontecia noutros regimes comunistas. 
Os ataques de propaganda centraram-se na caricatura de "Tito, o Açougueiro" da classe trabalhadora, com o objetivo de identificá-lo como um agente secreto do imperialismo ocidental, apontando para a cooperação parcial de Tito com as nações ocidentais e imperialistas. 

## História
A partir de 1949, o governo central começou a ceder o poder aos governos locais comunais, procurando descentralizar o governo   e trabalhar para o definhamento do Estado.   No sistema de autogoverno local, os órgãos de nível superior podiam supervisionar o cumprimento da lei pelos órgãos de nível inferior, mas não podiam emitir ordens para eles.  Edvard Kardelj declarou na Assembleia da Iugoslávia "que nenhum aparato burocrático perfeito, por mais brilhantes que sejam as pessoas no topo, pode construir o socialismo. O socialismo só pode crescer a partir das iniciativas das massas populares".  O Rankovićismo discordou desta descentralização, vendo-a como uma ameaça à estabilidade da Iugoslávia.  Outros estados socialistas também criticaram esta medida por se desviar do Marxismo-Leninismo com declarações de que "é uma negação total dos ensinamentos do Marxismo-Leninismo e das leis universais sobre a construção do socialismo". 
A Liga dos Comunistas da Iugoslávia manteve um poder sólido; a legislatura fez pouco mais do que aprovar decisões já tomadas pelo Politburo do LCY. A polícia secreta, a Administração de Segurança do Estado (UDBA), embora operasse com consideravelmente mais moderação do que as suas homólogas no resto da Europa Oriental, era, no entanto, uma temida ferramenta de controlo governamental. A UDBA ficou particularmente conhecida por assassinar supostos “inimigos do Estado” que viviam no exílio no exterior.  Os meios de comunicação social continuaram sujeitos a restrições que eram onerosas para os padrões ocidentais, mas ainda tinham mais liberdade do que os seus homólogos de outros países comunistas. Os grupos nacionalistas foram um alvo específico das autoridades, com numerosas detenções e penas de prisão proferidas ao longo dos anos por actividades separatistas. Embora os soviéticos tenham revisado as suas atitudes sob Nikita Khrushchev durante o processo de desestalinização e procurado normalizar as relações com os iugoslavos enquanto obtinham influência no Movimento dos Não Alinhados, a resposta que obtiveram nunca foi entusiástica e a União Soviética nunca obteve uma saída adequada. para o Mar Mediterrâneo. Ao mesmo tempo, os Estados Não Alinhados não conseguiram formar um terceiro Bloco, especialmente após a cisão no desfecho da crise do petróleo de 1973.
A indústria foi nacionalizada, a agricultura coletivizada à força e um rígido programa de industrialização baseado no modelo soviético foi adotado. As empresas iugoslavas e soviéticas assinaram contratos para inúmeras joint ventures. Segundo o historiador americano Adam Ulam, em nenhum outro país do Bloco Oriental a sovietização foi "tão rápida e implacável como na Iugoslávia". 
Apesar do degelo inicial entre a URSS e as autoridades iugoslavas após a assinatura da declaração de Belgrado, as relações tornaram-se novamente tensas entre os dois países depois que a Iugoslávia abrigou Imre Nagy após a invasão da Hungria. Tito inicialmente aprovou a intervenção militar soviética em sua carta a Khrushchev devido ao temor de que a Revolução Húngara provocasse um movimento anticomunista e nacionalista semelhante na Iugoslávia. Ainda assim, Tito mais tarde abrigou Nagy para provar o estatuto soberano da Jugoslávia e a política externa não alinhada para ganhar a simpatia da comunidade internacional. O rapto e a execução de Nagy pelo governo húngaro de János Kádár esfriou a relação bilateral entre a Iugoslávia e a Hungria, apesar do apoio inicial de Tito e das recomendações de Kadar como sucessor de Mátyás Rákosi e Nagy. 
A Iugoslávia apoiou o líder da Tchecoslováquia, Alexander Dubček, durante a Primavera de Praga de 1968 e depois cultivou uma relação especial (embora incidental) com o dissidente presidente romeno Nicolae Ceaușescu. O titoísmo era semelhante ao socialismo de Dubček com rosto humano, enquanto Ceaușescu atraiu simpatias pela sua recusa em tolerar (e participar) na invasão da Tchecoslováquia, que brevemente pareceu constituir um casus belli entre a Romênia e os soviéticos. No entanto, Ceaușescu era um membro improvável da aliança </link> uma vez que lucrou com os acontecimentos para empurrar a sua agenda autoritária dentro da Romênia.
Após uma expansão significativa do sector privado nas décadas de 1950 e 1960 e uma mudança para uma economia mais orientada para o mercado, a liderança jugoslava pôs termo às tentativas capitalistas abertas (como a experiência de Stjepan Mesić com a privatização em Orahovica) e esmagou a dissidência de pensadores socialistas liberais ou democráticos como o ex-líder Milovan Đilas, ao mesmo tempo que reprimiu as tentativas centrífugas, promovendo o patriotismo iugoslavo. Embora ainda reivindicados como políticas oficiais, quase todos os aspectos do titoísmo entraram em rápido declínio após a morte de Tito em 1980, sendo substituídos pelas políticas rivais das repúblicas constituintes. Durante o final da década de 1980, o nacionalismo estava novamente em ascensão uma década após a Primavera Croata, e as tensões étnicas entre as repúblicas aumentaram.

## Recepção
O titoísmo tem sido percebido de forma muito diferente pelas figuras internacionais. Durante a vida de Stalin, a União Soviética e os países do Bloco Oriental reagiram contra o titismo com hostilidade agressiva. Os participantes de supostas conspirações titistas, como o historiador da RDA Walter Markov, foram submetidos a represálias, e alguns foram até submetidos a julgamento encenados que terminaram com sentenças de morte, como o julgamento de Rajk em Budapeste em 1949 ou o julgamento de Slánský em Praga em 1952.  Cerca de quarenta julgamentos importantes contra "Titoístas" ocorreram durante o período Informbiro, além da perseguição, prisão e deportação de milhares de indivíduos menos proeminentes que se presumia terem simpatias pró-iugoslavas.  Na França, o Cominform ordenou ao comitê central do Partido Comunista Francês que condenasse o "Titoísmo" em 1948  Com membros proeminentes como Marcel Servin escrito sobre a necessidade de caçar "espiões titoístas" dentro do partido.   Após a morte de Stalin, as teorias da conspiração soviética em torno do titoísmo diminuíram, mas continuaram. Em meados da década de 1950, a Iugoslávia e a União Soviética reconciliaram-se temporariamente. No entanto, o titoísmo foi geralmente condenado como revisionismo no bloco oriental.
Nos círculos marxistas do Ocidente, o titismo era considerado uma forma de socialismo ocidental ao lado do eurocomunismo, que era apreciado pelos intelectuais de esquerda que estavam a romper com a linha soviética na década de 1960.  Na década de 1960, os cientistas políticos entenderam a narrativa estatal titoísta como uma forma de patriotismo socialista.   O historiador Adam Ulam foi mais crítico do titismo e escreve que o titismo sempre "manteve seu caráter totalitário (embora moderado) de partido único". 
A Terceira Teoria Internacional de Muammar Gaddafi, delineada no seu Livro Verde que informou a política nacional da Líbia desde a sua formação em 1975 até à queda de Gaddafi em 2011, foi fortemente inspirada e partilhava muitas semelhanças com o titoísmo e a autogestão dos trabalhadores iugoslavos.  
O titoísmo ganhou influência nos partidos comunistas na década de 1940, incluindo Polônia (Władysław Gomułka), Hungria (László Rajk, Imre Nagy), Bulgária (Traicho Kostov), Tchecoslováquia (Vladimír Clementis) e Romênia (Lucrețiu Pătrășcanu). 

### Nacional comunismo ou internacionalismo proletário
O titoísmo tem sido por vezes referido como uma forma de "nacional comunismo", uma tentativa de reconciliar o nacionalismo com o comunismo, tradicionalmente considerado incompatível pelos filósofos sociais marxistas.   Walker Connor postula que o titoísmo é mais parecido com o "comunismo de estado", e que Tito defendeu o patriotismo em vez do nacionalismo, já que a lealdade é para com um estado que compreende múltiplas nações. O nacionalismo era, portanto, uma ameaça ao titoísmo.  Tito e a liderança Iugoslava rejeitaram firmemente a existência do “nacional comunismo”, descrevendo as acusações como “tentativas de estigmatizar o reconhecimento da diversidade de formas nos processos socialistas”  e afirmaram que os comunistas iugoslavos também são internacionalistas proletários, afirmando que:
...o internacionalismo não começa onde terminam a autonomia e a independência. A verdadeira unidade revolucionária e a solidariedade socialista devem basear-se numa comunidade de interesses e pontos de vista que surge da total independência e responsabilidade de cada partido. Hoje, mais do que nunca, o movimento internacional dos trabalhadores precisa de uma unidade que não esconda as diferenças; mas, pelo contrário, os reconheceu. Afinal, a unidade total no movimento internacional dos trabalhadores nunca existiu.

 – Josip Broz Tito, (1965)
A interpretação iugoslava do internacionalismo proletário foi delineada em "O Programa da Liga dos Comunistas Iugoslavos": "O internacionalismo proletário exige relações corretas e apoio e solidariedade com todos os países socialistas e todos os movimentos socialistas que lutam genuinamente pelo socialismo, pela paz e pela coexistência pacífica ativa entre os povos."  Esta postura contrastava com a concepção de Estaline do internacionalismo proletário "que exigia a unidade dentro do campo comunista sob a liderança de um partido que estava comprometido com o interesse de um país, a União Soviética". 